# Местоимение
Местоиме́ние (лат. pronomen) — самостоятельная часть речи, объединяющая слова, которые не содержат конкретного лексического значения, не называют предметы, признаки или количество, а лишь указывают на них: ты, он, они, наш, каждый, некоторый, ничей, сколько и т. д.
- Местоимения, указывающие на предмет, соотносятся с именами существительными и выполняют в предложении функции таких же членов предложения, как и существительные. В эту группу входят: я, ты, он (она, оно), они, себя, что, кто, некто, нечто, никто, ничто, кто-нибудь и др.
- Местоимения, указывающие на признак, соотносительны с прилагательными и выполняют в предложении функции прилагательных, то есть являются согласованными определениями: мой (моя, моё), мои, ваш, наш, чей, который, никакой, некий, какой-нибудь и др.
- Местоимения, указывающие на обобщённое количество, соотносятся с числительными: сколько, столько, сколько-нибудь, несколько, нисколько.

## Общая характеристика
Европейская грамматическая традиция, восходящая к античности, рассматривает местоимение как одну из частей речи; эта трактовка местоимения сохраняется и в академических грамматиках (например, латинского и греческого языков). В современной лингвистике местоимение определяется более сложно как «лексико-семантический класс знаменательных слов, в значение которых входит либо отсылка к данному речевому акту (к его участникам, речевой ситуации или к самому высказыванию), либо указание на тип речевой соотнесённости слова с внеязыковой действительностью (его референциальный статус)».
К местоимению можно задать вопросы: кто? что? (я, он, мы); какой? чей? (этот, наш); как? где? когда? (так, там, тогда) и другие. Местоимения употребляются вместо имён существительных, прилагательных или числительных, поэтому часть местоимений соотносится с существительными (я, ты, он, кто, что и другие), часть — с прилагательными (этот, твой, мой, наш, ваш, всякий и другие), часть — с числительными (сколько, столько, несколько). Большинство местоимений в русском языке изменяется по падежам, многие местоимения — по родам и числам. Конкретное лексическое значение местоимения приобретают только в контексте, выступая в значении того слова, вместо которого употребляются.
Местоимения, отвечающие на вопросы как? где? когда? куда? откуда? зачем? почему? каким образом? близки по своим синтаксическим и семантическим свойствам к наречиям, и иногда их выделяют в особый класс местоименных наречий.

## Разряды местоимений
В русском языке и других индоевропейских языках выделяются различные типы («разряды») местоимений, в том числе
- личные
- притяжательные местоимения
- возвратные
- неопределённые
- указательные
- вопросительные
- относительные
- взаимные
- определительные
- отрицательные[2].

### Личные местоимения
| лицо | ед. ч., Падежи — им. (рд., дт., вн., тв., пр.)                                                                                           |
| ---- | --- |
| 1 л. | я (меня́, мне, меня, мной/мно́ю, обо мне)                                                                                                  |
| 2 л. | ты (тебя́, тебе, тебя́, тобой/тобо́ю, о тебе́)                                                                                               |
| 3 л. | он (его́/него́, ему́/нему́, его́, им/ним, о нём) она́ (её/неё, ей/ней, её, ей/е́ю/ней/не́ю, о ней) оно́ (его́/него́, ему́/нему́, его́, им/ним, о нём). |

### Относительные местоимения
В русском языке — кто, что, какой, каков, чей, который, сколько.
| кто что                 | склоняются по падежам                                                                          |
| какой каков чей который | склоняются по падежам, изменяются по родам и числам, согласуясь с определяемым существительным |

### Указательные местоимения
| столько | склоняется по падежам, согласуясь с определяемым существительным                               |
| (этот, эта, это), эти (тот, та, то), те (такой, такая, такое), такие (таков, такова, таково), таковы (сей, сия, сие), сии | (приведены по родам и числам) склоняются по падежам, согласуясь с определяемым существительным |

### Определительные местоимения
| все, весь всяк/всякий, любой, каждый сам/самый другой, иной | склоняются по падежам, изменяются по родам и числам, согласуясь с определяемым существительным. |

### Отрицательные местоимения
| никто ничто некого нечего нисколько | склоняются по падежам                                                                          |
| никакой ничей                       | склоняются по падежам, изменяются по родам и числам, согласуясь с определяемым существительным |

Замечание. В отрицательных местоимениях ни всегда является безударным, а не стоит под ударением.

### Неопределённые местоимения
| не́кто не́что                                                                      |                                                                            |
| не́кий не́который                                                                  | изменяются по родам, числам, падежам.                                      |
| не́сколько                                                                        | не изменяется, употребляется с множественным числом описываемой части речи |
| неопределённые местоимения с приставкой кое- или постфиксами -то, -либо, -нибудь | пишутся через дефис: кое-кто, кому-либо, что-нибудь и т. п.                |

Назначение неопределённых местоимений — указывать на неопределённое множество. Образуются из вопросительных местоимений с помощью постфиксов -то, -либо, -нибудь и приставок не-, где- и кое-: что-то, кто-нибудь, куда-либо, кое-где, где-то, некоторый.

#### Неопределённо-личные местоимения
Во французском on, в немецком man.

### Взаимные местоимения
Взаимные местоимения — вид местоимения, выражающий отношение к двум и более лицам или предметам. Например: «Они давно знакомы друг с другом» (имеются в виду два человека), «Они часто видят друг друга» (имеется в виду несколько человек). Взаимные местоимения в русском языке обширны благодаря различным предлогам.